# Uhrynów (obwód lwowski)
Uhrynów (ukr. Угринів), 1951–1993 Dibrowka (ukr. Дібровка, Дібрівка) – wieś na Ukrainie, w rejonie czerwonogrodzkim obwodu lwowskiego, przy granicy państwowej, blisko Honiatyna. Wieś liczy około 440 mieszkańców.
Prywatne miasto szlacheckie lokowane w 1515 roku, w XVI wieku znajdowało się na terenie województwa bełskiego. W 1645 roku stanowiło własność kanclerza Jerzego Ossolińskiego.
Na początku XX wieku właścicielem dóbr tabularnych był Eustachy Rylski. W II Rzeczypospolitej do 1934 samodzielna gmina jednostkowa. Następnie należała do zbiorowej wiejskiej gminy Chorobrów w powiecie sokalskim w woj. lwowskim. Podczas wojny Uhrynów odłączono od gminy Chorobrów, włączając ją do gminy Dołhobyczów w powiecie hrubieszowskim.
W styczniu 1944 nacjonaliści ukraińscy z OUN–UPA zamordowali tutaj 50 Polaków, paląc i rabując polskie zagrody.
Po wojnie wieś weszła w skład powiatu hrubieszowskiego w woj. lubelskim, pozostając w gminie Dołhobyczów. W 1951 roku wieś została przyłączona do Związku Radzieckiego w ramach umowy o zamianie granic z 1951. Jedynie las Rogalszczyzna i osada Dołhobyczów-Kolonia pozostały w Polsce.
Z Uhrynowa pochodzą rodzice polskiego kolarza i olimpijczyka Czesława Langa, którzy z obawy przed napadami UPA przenieśli się do wsi Kołczygłowy na Kaszubach.

## Kościół św. Katarzyny w Uhrynowie
Parafia rzymskokatolicka i pierwszy, drewniany kościół w Uhrynowie został ufundowany w latach 1455–1460 przez właściciela wioski, Jana Uhrynowskiego. Kolejnej fundacji kościoła dokonał w 1515 r. Piotr Gołdacz. W latach 90. XVI w. świątynię przejęli protestanci. Katolicy odzyskali ją w XVII w. Budowa nowego, murowanego kościoła, wzniesionego w stylu barokowym, zakończyła się w 1779 r. W latach 30. XX wieku kościół gruntownie odremontowano. Po 1951 r. został on zamieniony na magazyn kołchozowy. Obecnie znajduje się w stanie kompletnej ruiny.